# Artur Kotenko
Artur Kotenko est un footballeur international estonien né le 20 août 1981 à Tallinn en RSS d'Estonie jouant au poste de gardien de but.

## Palmarès
Levadia Tallinn
- Championnat d'Estonie (3) : 2004, 2006, 2007
- Coupe d'Estonie (3) : 2004, 2005, 2007
- Supercoupe d'Estonie (1) : 2001

 Chakhtior Soligorsk
- Coupe de Biélorussie (1) : 2014